# Persoonia terminalis
Persoonia terminalis é uma rara espécie de arbusto pertencente à família Proteaceae. Pode ser encontrada em solos ácidos, bem drenados em florestas no norte de Nova Gales do Sul e no sul de Queensland, no leste da Austrália. Ela cresce a 1,5 metros de altura, com uma forma ereta ou ramificada. As flores amarelas aparecem no verão (dezembro a janeiro). Duas subespécies são reconhecidas, diferindo no comprimento da folha.